# (523653) 2011 OA60
(523653) 2011 OA60 est un objet transneptunien faisant partie des cubewanos d'un diamètre estimé à 440 km, ce qui le qualifie comme un candidat au statut de planète naine.